# 埃温监狱
埃温监狱是位于德黑兰埃温的一家监狱，以关押政治犯出名。
该监狱建造于1972年，穆罕默德·礼萨·巴列维国王的统治下坐落在厄尔布尔士山脉上赛义德·焦尔丁·塔巴塔巴伊的故居，塔巴塔巴伊曾在20世纪20年代担任总理。监狱的场地包括：死刑场，男性普通罪犯囚室和女囚犯囚室，单独关押囚室。最初由国王的安全和情报服务机构萨瓦克操作，它迅速取代卡斯尔监狱，成为“伊朗的巴士底狱”。最初设计容纳320名囚犯（包括20个特别关押囚室），1977年则能够关押超过1500名囚犯（包括100个特别政治犯）。伊斯兰革命后，监狱急剧扩容，可容纳15000名犯人。